# Dror Mishani
Œuvres principales
- Série Les Enquêtes du commandant Avraham

Dror Mishani (hébreu : דרור משעני), né le 23 juin 1975 à Holon, est un écrivain et traducteur israélien.

## Biographie
Traducteur, Dror Mishani est également un spécialiste de l'histoire du roman policier.
Sa série policière, ayant pour héros récurrent l'inspecteur de police Avraham Avraham, paraît d'abord en hébreu à partir de 2011, avant d'être traduite en plus de 15 langues, dont l'anglais, le suédois, l'allemand et le français. Le premier titre de la série remporte le prix Martin Beck du meilleur roman policier étranger publié en Suède.
Alors que son épouse, originaire de Pologne, enseigne à l'Université de Cambridge, Dror Mishani tente d'y terminer sa thèse de doctorat, mais achève plutôt l'écriture de son deuxième roman.
Mishani vit aujourd'hui avec son épouse et ses deux enfants à Tel Aviv. Il enseigne à l'Université de Tel Aviv.

## Œuvre

### SérieLes Enquêtes du commandant Avraham
1. Une disparition inquiétante[1],[2], Seuil, coll. « Policiers Seuil », 2014 ((he) Tik Ne'edar, 2011), trad. Laurence Sendrowicz, 320 p.  (ISBN 978-2-02-107666-0)Réédition, Points, coll. « Policier » no 4051, 2015, 384 p. (ISBN 978-2-7578-5173-9) ; réédition Gallimard, coll. « Folio policier » no 1001, 2023, 400 p. (ISBN 978-2-07-303820-3) - Le roman a été adapté au cinéma en 2018 par Érick Zonca sous le titre Fleuve noir
2. La Violence en embuscade, Seuil, coll. « Policiers Seuil », 2015 ((he) Efsharut shel Alimut, 2013), trad. Laurence Sendrowicz, 352 p.  (ISBN 978-2-02-107710-0)Réédition, Gallimard, coll. « Folio policier » no 1020, 2024, 352 p. (ISBN 978-2-07-304427-3)
3. Les Doutes d'Avraham[3], Seuil, coll. « Policiers Seuil », 2016 ((he) Haish sheratza ladaat hakol, 2015), trad. Laurence Sendrowicz, 288 p.  (ISBN 978-2-02-128822-3)
4. Un simple enquêteur, Gallimard, coll. « Série noire », 2023 ((he) Emuna, 2021), trad. Laurence Sendrowicz, 352 p.  (ISBN 978-2-07-295420-7)Réédition, Gallimard, coll. « Folio policier » no 1019, 2024, 352 p. (ISBN 978-2-07-304457-0)

### Romans indépendants
- Une deux trois, Gallimard, coll. « Série noire » ((he) Shalosh, 2020), trad. Laurence Sendrowicz, 336 p.  (ISBN 978-2-07-282027-4)Réédition, Gallimard, coll. « Folio policier » no 938, 2021, 336 p. (ISBN 978-2-07-292284-8)

## Prix et distinctions
- Prix Martin-Beck 2013 pour Une disparition inquiétante[4]
- Prix du meilleur polar des lecteurs de Points 2015 pour Une disparition inquiétante[5]
- Prix Mystère de la critique 2021 pour Une, deux, trois[6]